# 커티스 오벵
커티스 오벵(Curtis Obeng, 1989년 2월 14일 ~ )는 잉글랜드의 축구 선수이다. 현재 잉글랜드 노던 프리미어리그의 FC 유나이티드 오브 맨체스터에서 라이트 백으로 뛰고 있다.